# Дерево любви

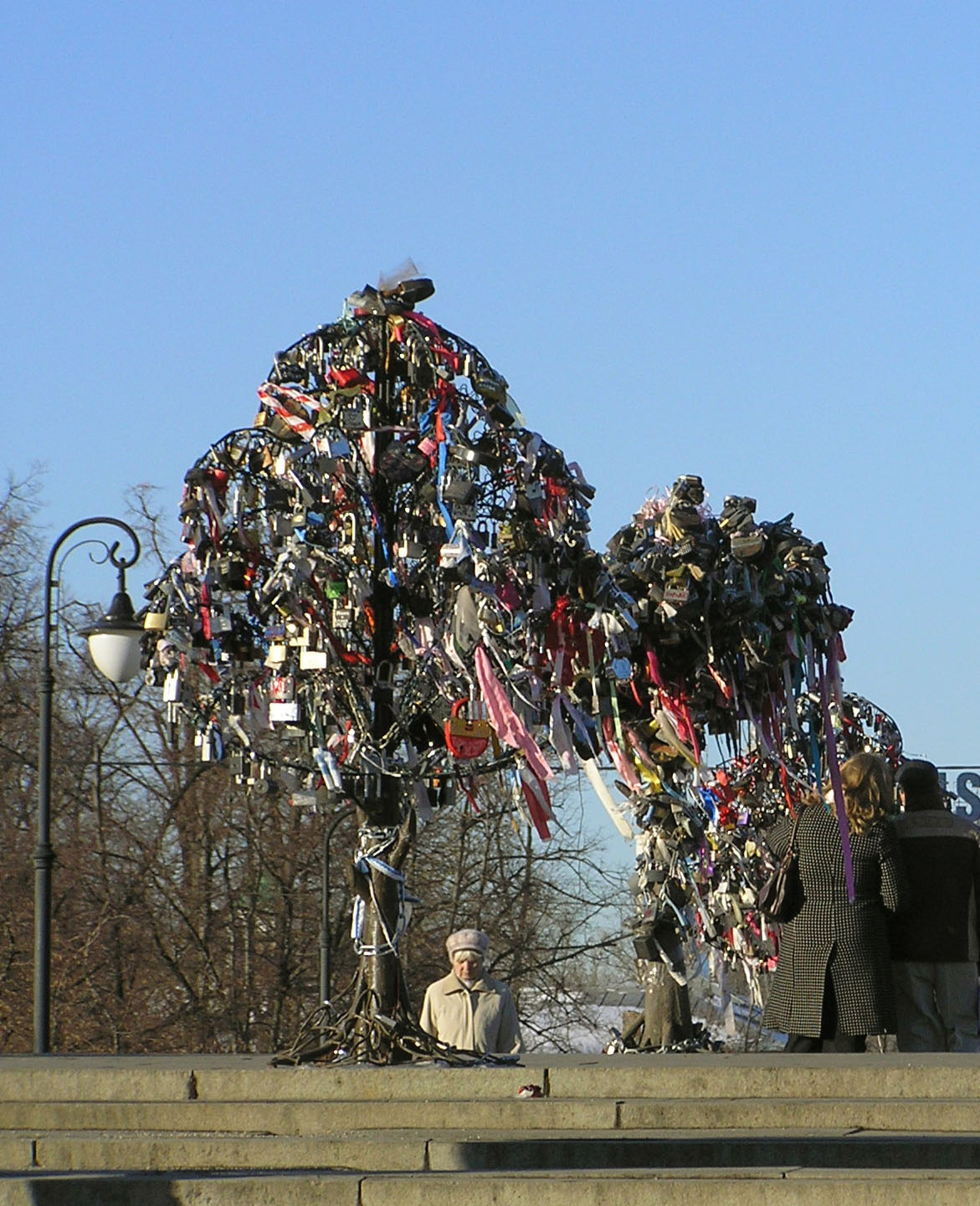
Деревья любви на Лужковом мосту

«Де́рево любви́» («свадебное дерево», «дерево молодожёнов», «дерево счастья») — скульптурная композиция в виде дерева, специально предназначенная для того, чтобы молодожёны или просто влюблённые люди вешали на неё замки, символизирующие крепость отношений (так называемые «замки любви»).
В Москве первое «дерево любви» установлено на местном мостике влюблённых — Лужковом мосту в апреле 2007 года, первый замок на дерево повесили 21 апреля 2007 года Константин и Марина Якимовы. На 9 июля 2008 на Лужковом мосту находится уже пять «деревьев», четыре из которых сделаны по одному образцу. Когда место для деревьев на Лужковом мосту закончилось, деревья стали ставить на Болотной набережной.